# Сидорово (Марёвский район)
Сидорово — деревня в Марёвском муниципальном районе Новгородской области, входит в состав Молвотицкого сельского поселения.

## География
Деревня расположена на правом берегу реки Каменка (приток Полы), близ её устья, в 7 км к западу от административного центра сельского поселения — села Молвотицы. Рядом на левом берегу Каменки — деревня Павлово.

## История
В списке населённых мест Демянского уезда Новгородской губернии за 1909 год деревня Сидорово (Ольховец), населением — 48 человек, что указана на земле Павловского сельского общества и сельцо М.Борделиус — Сидорово (число жителей — 6), были на территории Молвотицкой волости. Затем, с августа 1927 года, деревня в составе новообразованного Молвотицкого района новообразованного Новгородского округа в составе переименованной из Северо-Западной в Ленинградскую области. В 1929 году в деревне Сидорово Новорусского сельсовета был организован колхоз «Октябрь», положивший начало коллективизации в районе. По постановлению ЦИК и СНК СССР от 23 июля 1930 года Новгородский округ был упразднён, а район перешёл в прямое подчинение Леноблисполкому. Германская оккупация — в 1941—1942 гг. С 1942 года в деревне есть братская могила советских воинов. Указом Президиума Верховного Совета РСФСР от 19 февраля 1944 года райцентр Молвотицкого района был перенесён из села Молвотицы в село Марёво. Указом Президиума Верховного Совета СССР от 5 июля 1944 года была образована Новгородская область и Молвотицкий район вошёл в её состав.
Решением Новгородского облисполкома № 1165 от 27 сентября 1950 года деревня Сидорово была перечислена из Новорусского в Молвотицкий сельсовет, затем решением Новгородского облисполкома № 857 от 30 декабря 1956 года, деревня Сидорово, в числе прочих была перечислена во вновь восстановленный Новорусский сельсовет.
Во время неудавшейся всесоюзной реформы по делению на сельские и промышленные районы и парторганизации, в соответствии с решениями ноябрьского (1962 года) пленума ЦК КПСС «о перестройке партийного руководства народным хозяйством» с 10 декабря 1962 года был образован крупный Демянский сельский район, а административный Молвотицкий район 1 февраля 1963 года был упразднён. Новорусский сельсовет тогда вошёл в состав Демянского сельского района. Пленум ЦК КПСС, состоявшийся 16 ноября 1964 года восстановил прежний принцип партийного руководства народным хозяйством, после чего Указом Верховного Совета РСФСР от 12 января 1965 года сельские районы были преобразованы вновь в административные районы и решением Новгородского облисполкома № 6 от 14 января 1965 года Новорусский сельсовет и деревня в Демянском районе. В соответствие решению Новгородского облисполкома № 706 от 31 декабря 1966 года Новорусский сельсовет и деревня из Демянского района были переданы во вновь созданный Марёвский район.
После прекращения деятельности Новорусского сельского Совета в начале 1990-х стала действовать Администрация Новорусского сельсовета, которая была упразднена в начале 2006 года и деревня Сидорово, по результатам муниципальной реформы вошла в состав муниципального образования — Молвотицкое сельское поселение Марёвского муниципального района (местное самоуправление), по административно-территориальному устройству подчинена администрации Молвотицкого сельского поселения Марёвского района.

## Население
| 2010 | 2012 | 2013 | 2014 | 2015 | 2016 |
| ---- | ---- | ---- | ---- | ---- | ---- |
| 11   | ↘5   | →5   | ↘3   | →3   | →3   |

### Национальный состав
По переписи населения 2002 года, в деревне Сидорово проживали 9 человек (все русские)

## Инфраструктура
В деревне Сидорово одна улица — Зелёная.